# Eliminatoria para el Campeonato Sub-23 de la AFC 2018
La eliminatoria para el Campeonato Sub-23 de la AFC 2018 es la fase clasificatoria de este torneo de fútbol a nivel de selecciones sub-23 de Asia organizado por la AFC; y que contó con la participación de 40 asociaciones miembro de todo el continente. 
La eliminatoria otorgó 16 plazas para la fase final del torneo, la cual se jugará en China.

## Sorteo
De las 47 asociaciones miembros de la AFC, un total de 40 equipos participaron en la competencia. 
El anfitrión final del torneo, China decidió participar en la clasificación a pesar de haberse clasificado automáticamente para el torneo final.
El sorteo se realizó el 17 de marzo de 2017, a las 15:00 MYT ( UTC + 8 ), en la Casa de la AFC en Kuala Lumpur, Malasia. 
Los 40 equipos se agruparon en diez grupos de cuatro equipos. Para el sorteo, los equipos se dividieron en dos zonas: 
• Zona Oeste: 20 equipos de Asia Occidental, Asia Central y Asia Meridional, que se dividirán en seis grupos de cuatro equipos (Grupos A – E).
• Zona Este: 20 equipos de ASEAN y Asia Oriental, que se dividirán en cinco grupos de cuatro equipos (Grupos F – J).

## Participantes

### Equipos que no Participaron
| - Bután - Kuwait - Maldivas - Pakistán - Yemen - Guam - Islas Marianas del Norte |

### Elegibilidad del jugador
Los jugadores nacidos a partir del 1 de enero de 1995 son elegibles para competir en el torneo.

## Formato
En cada grupo, los equipos juegan entre sí una vez en un lugar centralizado. Los diez ganadores de grupo y los cinco mejores subcampeones clasifican para el torneo final. Si el anfitrión China gana su grupo o está entre los cinco mejores subcampeones, el sexto mejor subcampeón también clasifica para el torneo final.

## Zona Oeste

#### Grupo A
Todos los partidos se jugarán en Kirguistán
| Equipo     | Pts | PJ | PG | PE | PP | GF | GC | Dif |
| ---------- | --- | -- | -- | -- | -- | -- | -- | --- |
| Omán       | 6   | 2  | 2  | 0  | 0  | 7  | 1  | 6   |
| Irán       | 3   | 2  | 1  | 0  | 1  | 2  | 3  | -1  |
| Kirguistán | 0   | 2  | 0  | 0  | 2  | 2  | 7  | -5  |
| Sri Lanka  | 0   | 0  | 0  | 0  | 0  | 0  | 0  | 0   |

Nota: Sri Lanka se retiró de la competencia.

#### Grupo B
Todos los partidos se jugarán en Arabia Saudita
| Equipo         | Pts | PJ | PG | PE | PP | GF | GC | Dif |
| -------------- | --- | -- | -- | -- | -- | -- | -- | --- |
| Irak           | 9   | 3  | 3  | 0  | 0  | 12 | 1  | 11  |
| Arabia Saudita | 6   | 3  | 2  | 0  | 1  | 11 | 3  | 8   |
| Baréin         | 3   | 3  | 1  | 0  | 2  | 4  | 5  | -1  |
| Afganistán     | 0   | 3  | 0  | 0  | 3  | 0  | 18 | -18 |

#### Grupo C
Todos los partidos se jugarán en Catar
| Equipo       | Pts | PJ | PG | PE | PP | GF | GC | Dif |
| ------------ | --- | -- | -- | -- | -- | -- | -- | --- |
| Catar        | 7   | 3  | 0  | 0  | 0  | 0  | 0  | 0   |
| Siria        | 5   | 3  | 0  | 0  | 0  | 0  | 0  | 0   |
| India        | 3   | 3  | 0  | 0  | 0  | 0  | 0  | 0   |
| Turkmenistán | 1   | 3  | 0  | 0  | 0  | 0  | 0  | 0   |

#### Grupo D
Todos los partidos se jugarán en Emiratos Árabes Unidos
| Equipo                 | Pts | PJ | PG | PE | PP | GF | GC | Dif |
| ---------------------- | --- | -- | -- | -- | -- | -- | -- | --- |
| Uzbekistán             | 9   | 3  | 0  | 0  | 0  | 0  | 0  | 0   |
| Emiratos Árabes Unidos | 6   | 3  | 0  | 0  | 0  | 0  | 0  | 0   |
| Líbano                 | 3   | 3  | 0  | 0  | 0  | 0  | 0  | 0   |
| Nepal                  | 0   | 3  | 0  | 0  | 0  | 0  | 0  | 0   |

#### Grupo E
Todos los partidos se jugarán en Palestina
| Equipo     | Pts | PJ | PG | PE | PP | GF | GC | Dif |
| ---------- | --- | -- | -- | -- | -- | -- | -- | --- |
| Palestina  | 7   | 3  | 0  | 0  | 0  | 0  | 0  | 0   |
| Jordania   | 6   | 3  | 0  | 0  | 0  | 0  | 0  | 0   |
| Tayikistán | 4   | 3  | 0  | 0  | 0  | 0  | 0  | 0   |
| Bangladés  | 0   | 3  | 0  | 0  | 0  | 0  | 0  | 0   |

## Zona Este

#### Grupo F
Todos los partidos se jugarán en Myanmar
| Equipo    | Pts | PJ | PG | PE | PP | GF | GC | Dif |
| --------- | --- | -- | -- | -- | -- | -- | -- | --- |
| Australia | 9   | 3  | 0  | 0  | 0  | 0  | 0  | 0   |
| Birmania  | 6   | 3  | 0  | 0  | 0  | 0  | 0  | 0   |
| Singapur  | 3   | 3  | 0  | 0  | 0  | 0  | 0  | 0   |
| Brunéi    | 0   | 3  | 0  | 0  | 0  | 0  | 0  | 0   |

#### Grupo G
Todos los partidos se jugarán en Corea del Norte
| Equipo          | Pts | PJ | PG | PE | PP | GF | GC |
| --------------- | --- | -- | -- | -- | -- | -- | -- |
| Corea del Norte | 7   | 3  | 3  | 0  | 0  | 0  | 36 |
| Hong Kong       | 5   | 3  | 0  | 1  | 0  | 9  | 4  |
| Laos            | 4   | 3  | 0  | 1  | 1  | 7  | 6  |
| China Taipéi    | 0   | 3  | 0  | 0  | 3  | 21 | 0  |

#### Grupo H
Todos los partidos se jugarán en Tailandia
| Equipo    | Pts | PJ | PG | PE | PP | GF | GC | Dif |
| --------- | --- | -- | -- | -- | -- | -- | -- | --- |
| Malasia   | 6   | 3  | 0  | 0  | 0  | 0  | 0  | 0   |
| Tailandia | 5   | 3  | 0  | 0  | 0  | 0  | 0  | 0   |
| Indonesia | 4   | 3  | 0  | 0  | 0  | 0  | 0  | 0   |
| Mongolia  | 1   | 3  | 0  | 0  | 0  | 0  | 0  | 0   |

#### Grupo I
Todos los partidos se jugarán en Vietnam
| Equipo         | Pts | PJ | PG | PE | PP | GF | GC | Dif |
| -------------- | --- | -- | -- | -- | -- | -- | -- | --- |
| Corea del Sur  | 7   | 3  | 0  | 0  | 0  | 0  | 0  | 0   |
| Vietnam        | 6   | 3  | 0  | 0  | 0  | 0  | 0  | 0   |
| Timor Oriental | 4   | 3  | 0  | 0  | 0  | 0  | 0  | 0   |
| Macao          | 0   | 3  | 0  | 0  | 0  | 0  | 0  | 0   |

#### Grupo J
Todos los partidos se jugarán en Camboya
| Equipo    | Pts | PJ | PG | PE | PP | GF | GC | Dif |
| --------- | --- | -- | -- | -- | -- | -- | -- | --- |
| China     | 7   | 3  | 0  | 0  | 0  | 0  | 0  | 0   |
| Japón     | 6   | 3  | 0  | 0  | 0  | 0  | 0  | 0   |
| Camboya   | 4   | 3  | 0  | 0  | 0  | 0  | 0  | 0   |
| Filipinas | 0   | 3  | 0  | 0  | 0  | 0  | 0  | 0   |

## Segundos Lugares
Debido a que los grupos tienen un número diferente de equipos después de la retirada de Sri Lanka del Grupo A, los resultados contra los equipos clasificados en cuarto lugar en grupos de cuatro equipos no se consideraron para esta clasificación.
| N.º | Grp | Equipo                 | PJ | PG | PE | PP | GF | GC | DG | Pts |
| --- | --- | ---------------------- | -- | -- | -- | -- | -- | -- | -- | --- |
| 1   | H   | Tailandia              | 2  | 1  | 1  | 0  | 3  | 0  | 3  | 4   |
| 2   | C   | Siria                  | 2  | 1  | 1  | 0  | 3  | 1  | 2  | 4   |
| 3   | I   | Vietnam                | 2  | 1  | 0  | 1  | 5  | 2  | 3  | 3   |
| 4   | E   | Jordania               | 2  | 1  | 0  | 1  | 4  | 3  | 1  | 3   |
| 5   | J   | Japón                  | 2  | 1  | 0  | 1  | 3  | 2  | 1  | 3   |
| 6   | B   | Arabia Saudita         | 2  | 1  | 0  | 1  | 3  | 3  | 0  | 3   |
| 7   | A   | Irán                   | 2  | 1  | 0  | 1  | 2  | 3  | -1 | 3   |
| 8   | F   | Birmania               | 2  | 1  | 0  | 1  | 2  | 3  | -1 | 3   |
| 9   | D   | Emiratos Árabes Unidos | 2  | 1  | 0  | 1  | 1  | 2  | -1 | 3   |
| 10  | G   | Hong Kong              | 2  | 0  | 2  | 0  | 2  | 2  | 0  | 2   |

Fuente: Reglas de clasificación de la AFC
1) puntos; 2) diferencia de goles; 3) goles marcados; 4) puntos disciplinarios; 5) Sorteo.